# وولورا
وولورا (به ایتالیایی: Volvera) یک کومونه در ایتالیا است که در استان تورین واقع شده‌است.

## خصوصیات
وولورا ۲۰٫۹۴ کیلومترمربع مساحت و ۸٬۸۵۲ نفر جمعیت دارد و ۲۵۱ متر بالاتر از سطح دریا واقع شده‌است.